# 1145 dans les croisades
Cette page regroupe les événements concernant les Croisades qui sont survenus en 1145 : 
- 1er décembre : le pape Eugène II proclame la seconde croisade[1] (chute d'Édesse l'année précédente).

- Le noël de cette année, Bernard de Clairvaux la prêche si mémorablement qu'il y envoie une bonne partie de la noblesse d'Europe à commencer par Louis VII le Jeune roi des Francs[2].